# Edward Waniewski

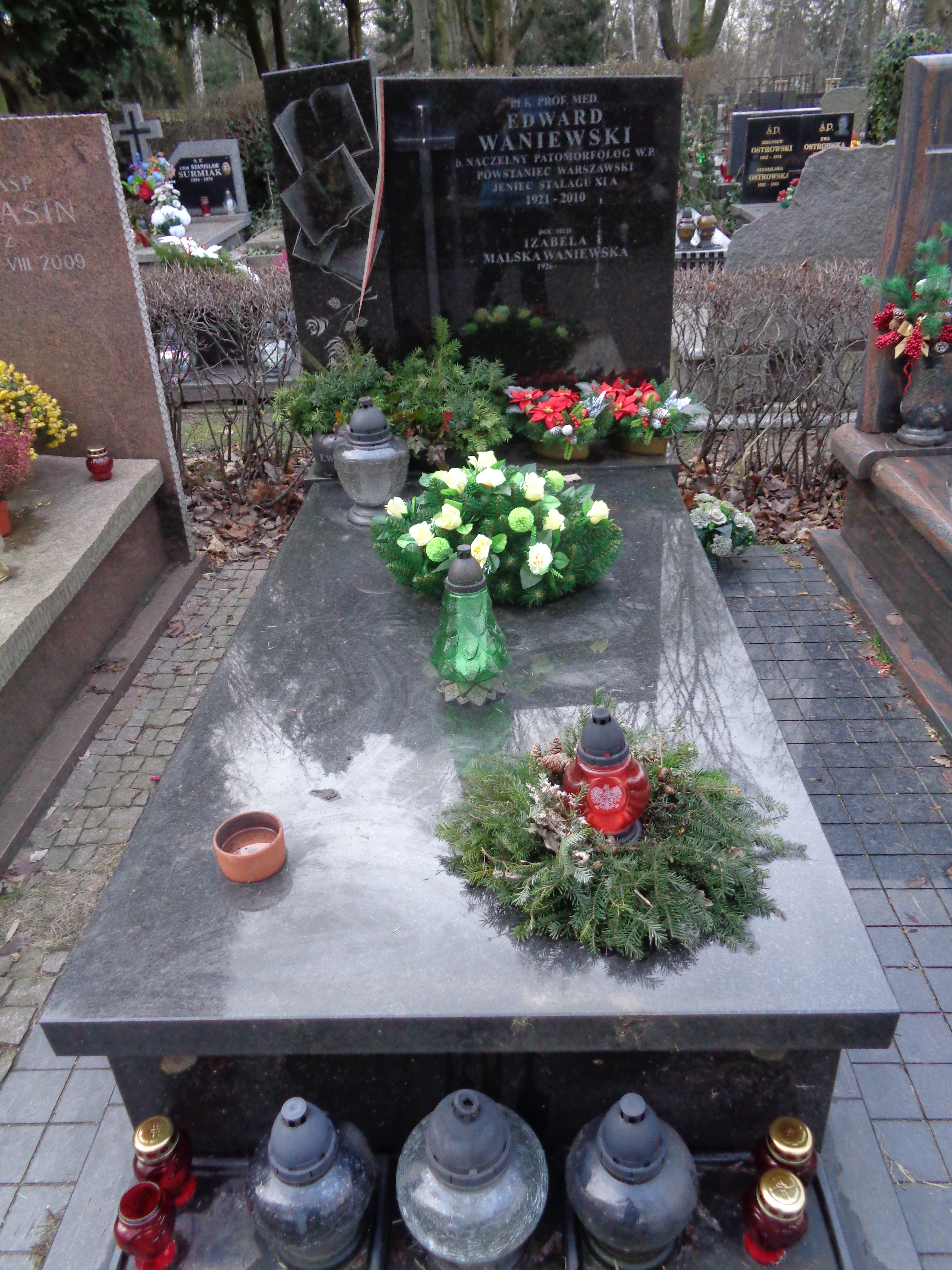
Grób Edwarda Waniewskiego na cmentarzu wojskowym na Powązkach w Warszawie

Edward Waniewski (ur. 24 lutego 1921, zm. 4 maja 2010) – pułkownik profesor doktor habilitowany nauk medycznych, patomorfolog.
Urodził się na Podlasiu.  W 1939 zdał maturę  w Liceum im. J. Kraszewskiego w Białej Podlaskiej. Podczas okupacji mieszkał we Lwowie. Zatrudnił się w Instytucie produkującym szczepionki przeciwtyfusowe i karmił własnym ciałem wszy. W 1944 został przyjęty do szkoły medycznej tzw. Szkole Zaorskiego. Walczył w powstaniu warszawskim na Żoliborzu. Po upadku powstania był jeńcem obozu XI-A Altengrabow pod Magdeburgiem (nr jeniecki 46372.-1). Po wyzwoleniu kontynuował studia na Uniwersytecie Jagiellońskim. Dyplom uzyskał w 1947. Jako student a później jako młody lekarz pracował naukowo w Zakładzie Anatomii Patologicznej UJ, pełniąc tam obowiązki adiunkta. Został powołany do wojska, służył w Elblągu, Szczecinie i Gliwicach. Po staraniach został przeniesiony do Łodzi i współtworzył Wojskową Akademię Medyczną. W roku 1968 został przeniesiony służbowo do Zakładu Anatomii Patologicznej Centralnego Szpitala Wojskowego w Warszawie. Profesorem zwyczajnym został w 1979. 
Pełnił następujące funkcje: Naczelnego  Patomorfologa Wojska Polskiego, kierownika Zakładu Patomorfologii Centrum Kształcenia Podyplomowego Wojskowej Akademii Medycznej w Warszawie (1979-1987), kierownika Zakładu Patomorfologii Centralnego Szpitala Klinicznego WAM w Warszawie. 
Pochowany w Alei Zasłużonych Cmentarza Wojskowego na Powązkach (kwatera C29-tuje-10).

## Odznaczenia
- Krzyż Kawalerski Orderu Odrodzenia Polski
- Krzyż Oficerski Orderu Odrodzenia Polski
- Krzyż Walecznych
- Krzyż Partyzancki